# Самозарядная винтовка Токарева
7,62-мм самозарядные винтовки системы Токарева образца 1938 и 1940 года (СВТ-38, СВТ-40), а также автоматическая винтовка образца 1940 года АВТ-40, самозарядный карабин СКТ-40, автоматический карабин АКТ-40, охотничьи самозарядные карабины ОКТ-88 и СВТ-О — модификации советской самозарядной винтовки, разработанной Ф. В. Токаревым.
СВТ-38 была разработана в качестве замены автоматической винтовки Симонова и 26 февраля 1939 принята на вооружение Красной армии. Первая СВТ образца 1938 года была выпущена 16 июля 1939 года. С 1 октября 1939 года начался валовый выпуск на Тульском оружейном заводе, а с 1940 года — на Ижевском оружейном заводе.

## История
За годы работ Ф. В. Токаревым были разработаны различные образцы автоматических винтовок и карабинов с коротким ходом ствола: 1921, 1922, 1924, 1925, 1926, 1928, 1929 гг., часть из них участвовала в испытаниях автоматических винтовок 1926 и 1928 гг. В 1930 году Ф.B. Токарев представил на испытания самозарядную винтовку с неподвижным стволом, перезаряжение которой достигается силой отведённых пороховых газов, за ней последовали модели 1931 и 1932 гг. B 1933 году конструктор устанавливает газовую камеру над стволом, переносит прицельную колодку с крышки ствольной коробки на её переднюю часть, заменяет рамочный прицел секторным, увеличивает ёмкость магазина до 15 патронов и делает его отъёмным. На базе этой винтовки Токарев в 1934 году разработал автоматический карабин (в дальнейшем его основные технические решения были использованы в СВТ-38). После ряда испытаний 1935—1936 годов, в которых принимали участие образцы винтовок Токарева 1935 и 1936 годов, на вооружение была принята автоматическая винтовка Симонова (АВС-36).
22 мая 1938 года приказом народного комиссара обороны и народного комиссара оборонной промышленности был объявлен конкурс на разработку самозарядной винтовки. Конкурсные испытания проходили с 25 августа по 3 сентября 1938 года На них были представлены системы Токарева, Симонова, H.B. Рукавишникова и др., основанные на использовании отвода пороховых газов. 20 ноября 1938 года состоялись окончательные испытания. По их итогам 26 февраля 1939 года на вооружение РККА была принята «7,62-мм самозарядная винтовка системы Токарева образца 1938 года (СВТ-38)». Для освоения серийного производства СВТ-38 на Тульском оружейном заводе было создано Единое конструкторское бюро.
19 января 1939 года Симонов доложил ЦК ВКП(б) о том, что он ликвидировал все обнаруженные недостатки своей винтовки. 20 мая 1939 года была создана комиссия для сравнения и оценки в производственно-экономическом отношении самозарядных винтовок Симонова и Токарева. Комиссия пришла к заключению, что винтовка Симонова (СВС) более проста в изготовлении, требует меньшего расхода металла и материала и дешевле. Вопрос о самозарядной винтовке рассматривался на заседании Комитета Обороны. В отличие от симоновской винтовка Токарева уже дважды прошла полигонные испытания, показав неплохие результаты, и её производство начало развёртываться. 17 июля 1939 года Комитет Обороны, руководствуясь стремлением быстрее перевооружить РККА самозарядными винтовками по личному указанию Сталина, принял решение все усилия наркомата вооружения сосредоточить на производстве СВТ-38. Сыграло роль и то, что Токарева хорошо знал Сталин, имя Симонова ему мало что говорило.
Первым освоил выпуск токаревских винтовок Тульский оружейный завод, прекративший в связи с этим производство винтовок Мосина. При организации производства винтовки широко внедрялись автоматизация, механизация и поточное производство. Всё это позволило в невиданно короткие сроки, менее чем за шесть месяцев, наладить выпуск токаревских винтовок. 16 июля 1939 года была изготовлена первая винтовка Токарева образца 1938 года, с 25 июля началась регулярная сборка винтовок малыми партиями, а с 1 октября — валовой выпуск. В 1940 году винтовки Токарева начал изготавливать Ижевский оружейный завод вместо снятых с производства автоматических винтовок АВС-36.
Самозарядная винтовка Токарева получила первое боевое применение во время советско-финской войны 1939—1940 гг. На основе опыта её боевого использования, а также войсковых и полигонных испытаний Комитет Обороны 13 апреля 1940 года принял постановление о принятии на вооружение РККА модернизированной винтовки Токарева под наименованием «7,62-мм самозарядная винтовка системы Токарева образца 1940 года (СВТ-40)». В июне 1940 года выпуск СВТ-38 был прекращён.
В процессе модернизации винтовки в неё были внесены некоторые конструктивные и технологические изменения, улучшающие её боевые и эксплуатационные качества. Однако от ряда недостатков, требовавших для их устранения коренной переделки, не удалось избавиться. Такими недостатками являлись: неудобство газорегулировки, возможность утери отъёмного магазина, чувствительность к загрязнению, запылению, густой смазке, высокой и низкой температурам. Также предполагалось уменьшить вес и габариты винтовки, однако вскоре выяснилось, что простое уменьшение размеров приводило к сбою в работе автоматики, поэтому винтовке сохранили её размеры, лишь уменьшили длину штыка. Массу СВТ-40 удалось снизить за счёт более тонких деревянных деталей и значительного количества дополнительных отверстий в кожухе.
С 1 июля 1940 года началось изготовление самозарядной винтовки Токарева образца 1940 года с одновременным свёртыванием производства магазинных винтовок обр. 1891/30 г. B июле было изготовлено 3416 шт., в августе — 8100, в сентябре — 10 700 и за 18 дней октября — 11 960 шт..
В 1940 году была разработана и поступила на вооружение снайперская винтовка СВТ-40, тогда же было прекращено производство снайперских магазинных винтовок обр. 1891/30 гг.. Специально для СВТ был разработан оптический прицел ПУ обр. 1940 г.. Снайперская самозарядная винтовка отличалась от основного образца лишь кронштейном с оптическим прицелом и более тщательной обработкой канала ствола. Она имела значительно большее рассеивание, чем снайперская винтовка обр. 1891/30 г., и все попытки улучшения кучности снайперских СВТ-40 показали, что без коренной переделки системы выполнить эту задачу невозможно. Поэтому в начале 1942 г. было восстановлено производство магазинных снайперских винтовок обр. 1891/30 г., а с 1 октября 1942 г. прекращён выпуск снайперских СВТ-40. За 1941 г. было изготовлено 34 782 снайперских СВТ-40, за 1942 г. — 14 210.
20 мая 1942 года Государственный Комитет Обороны принял постановление о производстве автоматической винтовки Токарева образца 1940 года (АВТ-40), которая с июля начала поступать в действующую армию. АВТ-40 по своему устройству была аналогична СВТ-40, но благодаря наличию переводчика, роль которого выполнял предохранитель, могла вести как одиночный, так и непрерывный огонь. Автоматическая винтовка Токарева предназначалась для выполнения тех же задач, что и самозарядная винтовка, поэтому основным видом её огня был одиночный. Стрельба короткими очередями допускалась лишь при недостаточном количестве ручных пулемётов, а непрерывным огнём — в исключительных случаях в момент наибольшего напряжения боя. АВТ-40 позволяла частично компенсировать недостаток ручных пулемётов и пистолетов-пулемётов в начале войны, но это была временная мера, так как при создании винтовки Токарева к ней не предъявлялись требования по обеспечению интенсивного автоматического огня.
Изменение режима огня привело к понижению живучести деталей винтовки и увеличению количества задержек, в том числе таких серьёзных, как поперечный разрыв и неизвлечение стреляной гильзы, недозакрытие затвора и осечки. Причиной таких задержек являлась недостаточная жёсткость ствола и ствольной коробки и непригодность конструкции ударно-спускового механизма для автоматической стрельбы. По кучности боя автоматическая винтовка при стрельбе одиночным огнём уступала даже карабину образца 1938 года, а при стрельбе короткими очередями и непрерывным огнём — пистолетам-пулемётам Шпагина образца 1941 года и Судаева обр. 1943 г. Кроме того, она сохраняла все недостатки, присущие самозарядной винтовке. B донесениях с фронтов Великой Отечественной войны отмечалось, что «как самозарядные (СВТ-40), так и автоматические (АВТ-40) винтовки используются в боевых условиях недостаточно, что войска объясняют сложностью конструкции, недостаточной надёжностью и меткостью самозарядных и автоматических винтовок». Ввиду отмеченных недостатков производство самозарядных винтовок системы Токарева начиная с 1942 года резко сократилось. Если в 1941 году было выпущено 1 031 861 винтовок, то в 1942 году только 264 148.
Работая над усовершенствованием своей системы, Токарев улучшил отдельные детали винтовки, однако избавиться от основных недостатков системы ему так и не удалось. 3 января 1945 года последовало постановление Государственного Комитета Обороны СССР о снятии с производства СВТ-40 и АВТ-40 (всего на 2 недели раньше, чем аналогичное постановление по винтовкам обр. 1891/30 гг.). Однако приказа о снятии с вооружения СВТ-40 до сих пор нет.
Также Токарев вёл работы по созданию самозарядных карабинов. В январе 1940 года на полигонных испытаниях были представлены самозарядный карабин, спроектированный Токаревым на основе СВТ-38, и карабин конструкции Симонова. Оба образца были признаны недоработанными. В сентябре 1940 года Токарев на базе СВТ-40 разработал карабин с переводчиком для автоматической стрельбы (АКТ-40). В октябре 1940 года прошли повторные испытания карабинов Токарева и Симонова, оружие снова не выдержало предъявленных требований. Об эффективности автоматического огня из АКТ-40 может говорить тот факт, что в полигонных условиях рассеивание попаданий на дальности в 100 метров при стрельбе с упора составляло при одиночном огне порядка 9 см, а при автоматическом огне — от 70 (короткими очередями) до 100 см (длинными очередями) для серий по 20 выстрелов.
Автоматические карабины Токарева на вооружение Красной Армии официально не принимались, однако до начала Великой Отечественной войны в течение 1940—1941 годов Тульским оружейным заводом № 314 было выпущено несколько сотен карабинов Токарева модели 1940 года. Эти карабины выпускались в самозарядном, автоматическом и снайперском вариантах (снайперские могли быть и самозарядными, и автоматическими). Карабины могли отличаться количеством отверстий в верхнем кожухе — 4 или 5, а в ствольной накладке могло быть 1 или 2 отверстия. Автоматические варианты имели вырез на правой стороне ложи для головки предохранителя переводчика (как у АВТ-40). В 1941 году была выпущена небольшая партия автоматических и самозарядных снайперских карабинов в подарочном исполнении. Известно, что в феврале 1941 года один был вручён первому секретарю Тульского Обкома ВКП(б) В. Г. Жаворонкову, другой — Маршалу СССР К. Е. Ворошилову.
После эвакуации завода № 314 в ноябре 1941 года в город Медногорск самозарядные и автоматические карабины продолжались выпускаться небольшими партиями как минимум до 1943 года включительно. Карабины Токарева в некотором количестве присутствовали в войсках, самозарядный карабин был принят на вооружение Вермахта под индексом SiGewehr 259/2(r). Также во время войны из вышедших из строя винтовок СВТ-40 и АВТ-40 изготавливались суррогатные карабины.
Винтовки Токарева не имели большого успеха прежде всего из-за сложности, что создавало трудности как в производстве, так и при эксплуатации в полевых условиях. По трудоёмкости 6 винтовок Токарева примерно равнялись 10 винтовкам Мосина, что решило вопрос в пользу последней. Также военное руководство считало более простым средством повышения огневой мощи пехоты пистолеты-пулемёты с автоматикой на свободном затворе — примитивной и потому не требующей больших усилий по уходу. Винтовка Токарева требовала надлежащего обращения, что в условиях массового призыва было невозможным, кроме того она не была лишена конструктивных недостатков, которые так и не были устранены до снятия её с производства. Однако в руках снайперов и морских пехотинцев винтовка показывала хорошие боевые качества. СВТ-40 была несколько легче, чем M1 Garand, но заметно уступала последней по надежности, а немецкая самозарядная винтовка G43(W) имела аналогичную СВТ систему отвода пороховых газов.
После начала «холодной войны» импорт оружия, боеприпасов и иной продукции военного назначения из СССР в США был законодательно запрещён, поэтому первые СВТ-38/40 были ввезены в США лишь в сентябре 1960 года из Финляндии фирмой Globe Firearms Co. После того, как эти винтовки поступили в продажу на внутренний рынок США, было установлено, что дульный тормоз-компенсатор системы Джонсона (выпускавшийся американской фирмой Johnson Automatics, Inc. и с 1946 года предлагавшийся для установки на спортивные винтовки) являлся копией дульного тормоза-компенсатора СВТ-38/40.

## Конструкция

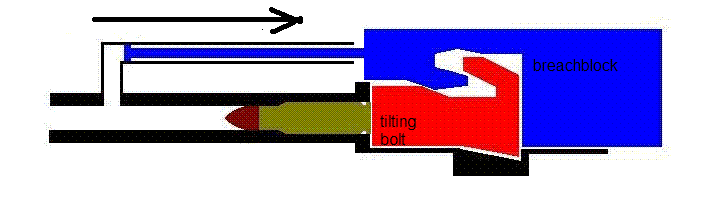
Запирание осуществляется перекосом затвора в вертикальной плоскости.

Винтовка работает по принципу отвода газов из канала ствола с коротким ходом газового поршня. Запирание осуществляется перекосом затвора в вертикальной плоскости. Ложа составная. Ударно-спусковой механизм — курковый. Предохранитель блокирует спусковой крючок. Магазин коробчатый, двухрядный, отъёмный, на 10 патронов. Предусмотрена возможность снаряжать магазин, не отделяя его от винтовки, из двух штатных обойм к винтовке Мосина. Прицельные приспособления открытые, состоят из мушки с намушником и целика, регулируемого по дальности. СВТ снабжена газовым регулятором, позволяющим изменять количество газов, отводимых из канала ствола. Имеется дульный тормоз. У СВТ-40 позднего выпуска дульное устройство аналогично АВТ-40. Винтовка комплектовалась клинковым штык-ножом, носимым в ножнах на поясе и примыкаемым к винтовке только в случае необходимости.
При стрельбе в положении лёжа винтовку рекомендуется поддерживать на ладони левой руки впереди магазина, а при стрельбе в положении с колена, сидя и стоя удерживать левой рукой за магазин. Хорошо натренированный стрелок при заранее наполненных патронами магазинах может произвести до 25 выстрелов в минуту, а при снаряжении магазина при помощи обойм — до 20 выстрелов в минуту.

### Прибор для бесшумной стрельбы
В апреле 1941 года проходил полигонные испытания «Глушитель звука выстрела к СВТ-40». Он был спроектирован для стрельбы обычными винтовочными патронами со сверхзвуковой скоростью пули, а не под специальные патроны с уменьшенной скоростью пули, как винтовочный «Брамит». Глушитель практически не изменял начальную скорость пули и кучность боя, но и почти не влиял на погашение звука и вспышки при выстреле. Кроме того пороховые газы после выстрела не полностью выходят через ствол, а задерживаемые глушителем, частично выходят назад и в момент открытия затвора могут ударить стрелка по лицу (такой эффект наблюдается и в современном оружии при стрельбе очередями с ПБС). В ходе испытаний глушитель был серьёзно повреждён, и его не стали дорабатывать.

## История использования

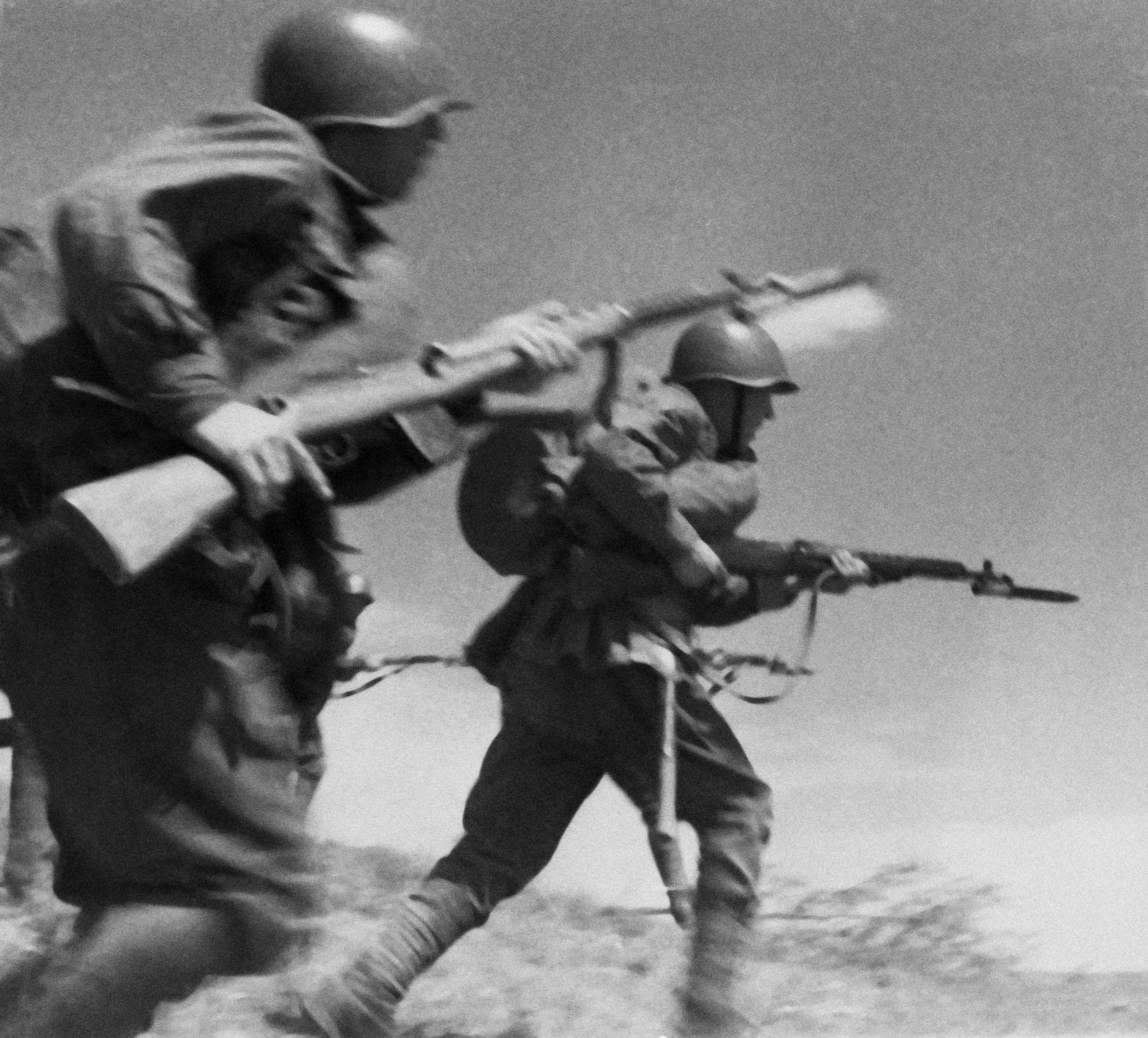
Красноармейцы с СВТ. 1941 г.

В начале 1940-х годов самозарядная винтовка должна была стать основным личным оружием советской пехоты. Так, в стрелковой дивизии РККА согласно штату № 04/400-416 от 5 апреля 1941 г. полагалось иметь 3307 самозарядных винтовок и 6992 неавтоматические винтовки и карабина. При этом:
- в стрелковом батальоне — 294 самозарядных и 244 неавтоматических винтовки и карабина, и сверх того, 24 снайперских самозарядных винтовки с оптическим прицелом;
- в стрелковой роте — 98 самозарядных и 17 неавтоматических винтовок и карабинов, а также 8 снайперских самозарядных винтовок. Неавтоматическими винтовками и карабинами в роте вооружались только минометные и пулеметные расчеты, ездовые, посыльные, писари и старшина роты;
- в стрелковом отделении — семь самозарядных винтовок (и ни одной неавтоматической).

Кроме того, из 33 бойцов стрелкового взвода, вооружённых СВТ, два были вооружены снайперскими вариантами СВТ.
По довоенным планам в 1941 году предполагалось выпустить 1,8 млн СВТ, в 1942 — 2 млн. К началу войны было изготовлено свыше 1 млн СВТ, и многие части и соединения первой линии, в основном в западных военных округах, получили штатное количество самозарядных винтовок. В 1942 году их производство составило лишь 264 тысячи (и 14,2 тысячи снайперских винтовок). Производство было прекращено по приказу ГКО в 1945 году.
Советские самозарядные винтовки, не уступавшие американской M1 Garand и явно превосходившие более поздние немецкие G.41(M) и G.41(W), заслужили достаточно высокую оценку иностранных специалистов. Значительное количество автоматических винтовок у советских стрелков стало неожиданностью для немцев в начале войны (немецкий солдат писал домой летом 1941 года: «Русские поголовно вооружены ручными пулемётами»). При осаде Брестской крепости немецкая пехота не могла приблизиться на дистанцию огня своих пистолетов-пулемётов, пока у защитников не закончились патроны. Командующий 2-й танковой армией Гейнц Гудериан в докладе об опыте боевых действий на Восточном фронте от 7 ноября 1941 года отметил: «Её [советской пехоты] вооружение ниже немецкого, за исключением автоматической винтовки.»
Наряду с другими трофейными образцами СВТ были приняты на вооружение Вермахта. Попавшая в руки финнам СВТ-40 стала основой для винтовки ТаРаКо (в серию, впрочем, не пошедшей). В Красной Армии перевооружение ими во время войны было свёрнуто по вполне объективным причинам. Главной из них была нетехнологичность производства: как отмечал нарком вооружения Д. Ф. Устинов, СВТ-38 состояла из 143 деталей (из них 22 пружины), для производства которых требовались 12 марок стали (в том числе две специальные). Этим объясняется высокая себестоимость СВТ (в 1939 году СВТ обходилась заказчику дороже, чем ручной пулемёт ДП, впоследствии себестоимость удалось снизить). В условиях военных поражений 1941—1942 годов, эвакуации промышленности, недостатка квалифицированных кадров и растущих потребностей фронта в оружии это было совершенно неприемлемо, и от её производства пришлось отказаться в пользу гораздо более простых и дешёвых образцов — магазинной винтовки и пистолетов-пулемётов. Кроме того, как всякое автоматическое оружие, СВТ требовала более тщательного ухода и аккуратного обращения, чем обычная винтовка (поэтому СВТ дольше оставалась на вооружении флотских частей, куда призывались более технически грамотные бойцы).
По состоянию на начало 1947 года, винтовки СВТ оставались на вооружении подразделений почётного караула.
Аналогичная ситуация сложилась и в большинстве других стран-участниц войны, за исключением США, где ещё в 1939 году в качестве основного оружия пехоты была принята самозарядная винтовка Гаранда, которой участвовавшие в боевых действия части были вооружены практически поголовно, и, отчасти, Германии, где внимание было сосредоточено на разработке штурмовых винтовок («штурмгеверов») — нового класса оружия под промежуточный патрон.
К концу Второй мировой войны в СССР возобладало мнение, что автоматическая винтовка под штатный винтовочный патрон как основное оружие пехотинца изжила себя, и началось внедрение оружия под промежуточный патрон. При этом в США и на Западе вообще ещё долгое время после окончания Второй мировой войны (до середины 1960-х годов и принятия НАТО 5,56-мм малоимпульсного промежуточного патрона) господствовала концепция точного самозарядного и автоматического оружия под мощный винтовочный патрон, аналогичного советским довоенным АВС и СВТ, в качестве примеров которого можно назвать M14, BM 59, G3, FN FAL, L1A1 и иные образцы. Значительная часть из них состоит на вооружении до сих пор, хотя и на вторых ролях. Более того, создаются и новые образцы этого класса — например автоматическая винтовка FN SCAR H, предназначенная для отрядов специального назначения USSOCOM.

## Варианты и модификации
- самозарядная винтовка (СВТ-38) — вес винтовки со штыком и магазином 4,9 кг (на 0,6 кг больше веса винтовки обр. 1940 г.; более тяжёлые штык, ложа и ряд других мелких деталей). Длина винтовки со штыком 1560 мм (больше общей длины винтовки обр. 1940 г. на 85 мм; более длинный штык). Нет бортика защёлки штыка, поэтому при отбивании штыкового удара нужно стараться избегать нанесения ударов по защёлке; в противном случае возможно соскакивание штыка с винтовки. Защёлка магазина представляет одно целое со своей нижней частью (нет отжимного хвоста); поэтому необходимо обращать больше внимания на устранение случайных нажатий на хвост защёлки во избежание выпадения магазина из окна ствольной коробки. Магазин имеет несколько большую длину и иное крепление крышки, чем у СВТ-40. Курок отличается от курка винтовки обр. 1940 г. только очертанием головки.
- самозарядная винтовка (СВТ-40) — модификация с укороченным штыком, принятая на вооружение 13 апреля 1940 года с учётом опыта массового производства и боевого применения в ходе советско-финской войны 1939−1940 годов. Масса винтовки была снижена на 600 грамм, в конструкцию внесли изменения, повысившие технологичность производства и надёжность в эксплуатации. На ранних выпусках дульный тормоз такой же, как и на модели 1938 г.
- снайперская винтовка (СВТ-40) — разработана и принята на вооружение в 1940 году, отличалась более высоким качеством обработки канала ствола и наличием съёмного кронштейна для оптического прицела ПУ[32], производство прекращено в октябре 1941 года[33], всего было изготовлено 48 992 шт. Перекрестье прицела состоит двух горизонтальных и одной вертикальной линий, называемых выравнивающими и прицельным пеньком. Снайперской СВТ-40 пользовались одни из лучших снайперов Великой Отечественной: Людмила Павличенко, Иван Сидоренко, Николай Ильин, Пётр Гончаров, Афанасий Гордиенко, Тулеугали Абдыбеков и другие.
- автоматическая винтовка (АВТ-40) — автоматическая винтовка точно такого же внешнего вида, но только с незначительным изменением в устройстве спускового механизма. По весу и размеру АВТ-40 не отличается от СВТ-40 (см. стр.125 п.7, Приложения 2 НСД[34]). Различий между автоматическим и полуавтоматическим (самозарядным) вариантами винтовки Токарева в обозначениях также судя по всему не делали, так как автоматический вариант винтовки включен в наставление по стрелковому делу, в качестве простого краткого приложения (см. стр.124, Приложение 2, НСД). Единственным отличием от штатной СВТ в котором указано наличие дополнительного положения флажка предохранителя, который в этих винтовках выполняет роль переводчика огня: кроме двух положений («предохранитель включён» и «огонь») предохранитель может занимать ещё и третье, позволяющее вести огонь очередями. Считается[кем?], что широкого распространения автоматический вариант не получил и[35] был снят с вооружения в 1942 году. Однако в конце 2012 года в продажу в качестве охотничьего карабина СВТ-О поступили винтовки АВТ-40 производства 1943—1944 года, что опровергает данное мнение. Режим автоматического огня в охотничьей модификации был заблокирован, в соответствии с российским законодательством, тем не менее, соответствующее положение переводчика сохранилось, как и другие признаки автомата, в частности, буква «А», выбитая на прикладе[36]. Кроме того, во время Великой Отечественной войны, самозарядные винтовки СВТ-38 и СВТ-40 переделывались в автоматические как минимум в мастерской партизанского соединения А. П. Бринского[37]. Таким образом, с учетом отсутствия фактически используемых различий в индексации АВТ-40 в РККА и вермахте, а также наличия возможности конверсии штатных СВТ-40 в автоматический вариант в полевых мастерских, судить о фактическом наличии автоматических исполнений винтовок в войсках представляется крайне затруднительным. Согласно НСД, нормальным видом огня является одиночный. Стрельбу непрерывным автоматическим огнём разрешается вести при недостатке ручных пулемётов. Нормальным видом автоматического огня является стрельба короткими очередями по 3-5 выстрелов. В исключительных случаях, в момент отражения атаки и при других видах напряжённого боя разрешается вести непрерывный автоматический огонь до полного израсходования патронов из магазина, но длительность такого огня не должна превышать 30 выстрелов (3 магазина подряд), во избежание чрезмерного нагрева ствола. Хорошо натренированный стрелок может произвести 40-50 прицельных выс/мин короткими очередями (на дистанции до 300 м), 70-80 выс/мин непрерывным огнём (до 200 м), не считая времени на снаряжение магазинов.
- автоматический (АКТ-40)[38] и самозарядный (СКТ-40) карабины — карабины, различных модификаций (с 34 по 41 года), выпускавшиеся в автоматическом, самозарядным и снайперском вариантах. Нормальным видом огня является одиночный, стрельбу очередями и непрерывным огнём (для автоматического варианта), согласно наставлению (как и для автоматического варианта СВТ) можно вести в исключительных случаях (при отражении атаки, при недостатке пулемётов и пр.). Прицел секторный, открытый, на нём насечены 10 делений, каждое ценой 100 м. Имеется дульный тормоз, газовый регулятор. Магазин двухрядный, на 10 патронов. Во время Великой Отечественной войны из вышедших по тем или иным причинам из строя винтовок СВТ-40 и АВТ-40, во войсках изготавливались суррогатные карабины. На наличие как суррогатного, так возможно и оригинального карабина Токарева в войсках указывает и индекс трофейного оружия, присвоенный карабину Вермахтом — SiGewehr 259/2(r), где он проходит, как винтовка СВТ-40 укороченная. Небольшая партия автоматических и самозарядных снайперских карабинов была выпущена в 1941 г. в специальном подарочном исполнении[39].

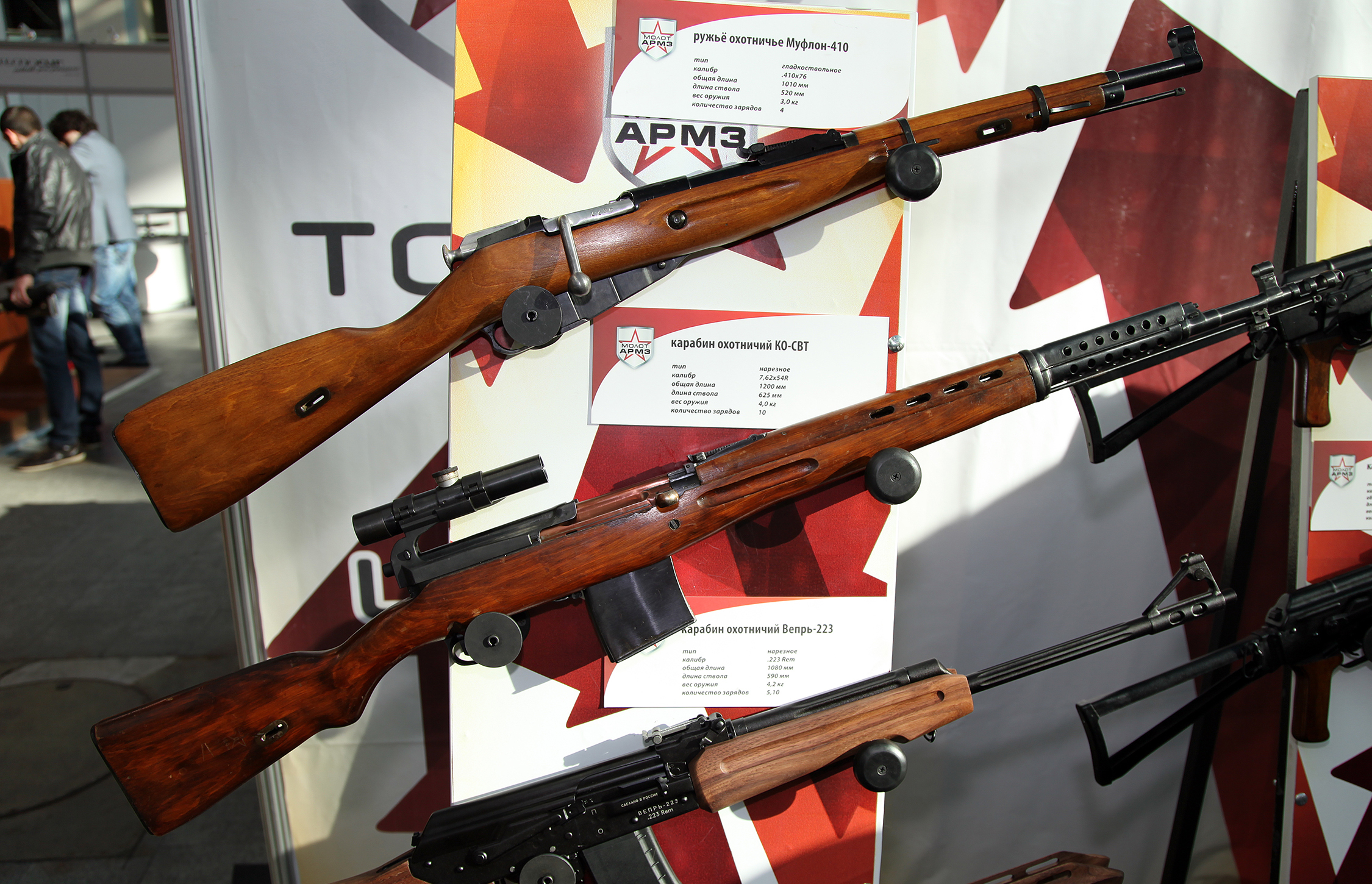
конверсионный вариант «КО-СВТ»

- охотничий самозарядный карабин (ОСК-88) — под этим наименованием СВТ-40 со снятым креплением для штыка (конверсионный вариант) находится в гражданском обороте как охотничье нарезное оружие[40].
- самозарядная винтовка Токарева охотничья (СВТ-О) — охотничий карабин, допускающий ведение огня только одиночными выстрелами. Впервые представлен компанией «Молот Армз» на оружейной выставке «Оружие и охота-2012» (Москва, 11-14 октября 2012), сертифицирован в качестве спортивно-охотничьего оружия. Все карабины переделывались из винтовок АВТ-40 преимущественно 1944 года, снятые Министерством обороны с мобилизационного резерва, по состоянию стволов можно сделать вывод что на фронт винтовки не попали, так как в 1944 году в подобном оружии Красная Армия уже не нуждалась. Карабин выпускался заводом им. Дегтярева (ЗиД).

## Технические данные
СВТ-40
- Вес с магазином (без штыка): 3,9 кг
- Вес с магазином и штыком: 4,3 кг
- Длина без штыка: 1225 мм
- Длина со штыком: 1465 мм
- Длина прицельной линии: 409 мм[42]
- Длина ствола: 625 мм
- Длина нарезной части ствола: 555 мм
- Число нарезов: 4
- Начальная скорость пули: 840 м/с[42])
- Прицельная дальность: 1500 м
- Предельная дальность полёта пули достигает 3200 м
- Ёмкость магазина: 10 патронов

АКТ-40
- Вес с магазином (без штыка): 3,7 кг
- Вес с магазином и штыком: 4,1 кг
- Вес магазина на 10 патронов (без патронов): 0,3 кг
- Вес магазина с патронами: 0,527 кг
- Вес штыка с ножнами: 0,3 кг
- Длина без штыка: 1045 мм
- Длина со штыком: 1285 мм
- Длина прицельной линии: 409 мм
- Длина ствола: 445 мм
- Длина нарезной части ствола: 375 мм
- Число нарезов: 4
- Длина хода подвижных частей: 105 мм
- Техническая скорострельность: около 700 выс/мин.
- Начальная скорость пули: 800 м/с
- Прицельная дальность: 1000 м
- Ёмкость магазина: 10 патрона, 15 патронов

## Оценка
СВТ-40 использовалась в ходе Советско-финской войны 1940 года и Великой Отечественной войны, в ряде подразделений она являлась основным индивидуальным оружием пехоты, но в большинстве случаев выдавалась только части наиболее подготовленных солдат. В первый год Великой Отечественной войны винтовка Токарева была единственным массовым образцом индивидуального автоматического оружия, пока не было развёрнуто производство пистолетов-пулемётов.
Самозарядная винтовка требует к себе заведомо более внимательного отношения, чем простая магазинная винтовка. В первые месяцы войны погибла или попала в плен большая часть подготовленного рядового состава Красной Армии, умеющая грамотно эксплуатировать СВТ. Большинство из призванных резервистов старших возрастов не понимало ни устройства винтовки, ни необходимости тщательно следить за ней и соблюдать правила смазки. Из-за этого в Красной Армии винтовка Токарева заслужила славу не слишком надёжного оружия, чувствительного к загрязнению и морозам. Тем не менее, многие подразделения и отдельные солдаты Красной армии, имевшие достаточную подготовку, в частности — морская пехота, весьма успешно применяли СВТ вплоть до конца войны. И в войсках противника трофейные СВТ использовали гораздо грамотней, что позволило сгладить её врождённые недостатки. Финны и немцы весьма ценили трофейные СВТ, немцы даже приняли эту винтовку в качестве оружия ограниченного стандарта и выдавали захваченные в виде трофеев СВТ своим войскам. Американцы после войны также довольно высоко отзывались об СВТ-40.
После изучения попавшей в руки финнов СВТ-38 появилась экспериментальная винтовка «ТаРаКо», названной так по фамилиям разработчиков — Н. Талвенхеймо, О. Паронен и Н. Койвула. Практически копируя советский прототип, финская система отличалась рядом нововведений. Усовершенствования заключались в улучшенном креплении ствольной коробки к ложе, использовании цельной утолщённой ложи, установке толстостенного ствола, введении защитных бортиков для прицела, а также упрощении надульника с выводом дульного тормоза в отдельную деталь. Было улучшено расположение антабок, мушка заменена на регулируемую по вертикали и горизонтали. Поскольку с началом Великой Отечественной в руки финнов попало довольно много СВТ-40 (17 тысяч только за 1941 год), а возможности финской промышленности всегда были скромными, от серийного производства ТаРаКо решено было отказаться.
Ненадёжность СВТ во фронтовых условиях можно объяснить несколькими факторами. Во-первых, низкой общей подготовкой основной массы солдат пехоты Красной армии и низким уровнем обслуживания оружия в условиях фронта (включая некачественные и/или неподходящие смазочные материалы, отсутствие морозостойких смазок, неправильную смазку оружия, неправильную установку положения газового регулятора). Во-вторых, поставляемые из США пороха имели присадки, обеспечивавшие долгую сохранность патронов и сохранявшие ствол от коррозии, но вызывавшие усиленное нагарообразование в газоотводных путях винтовки. Автоматика винтовки основывалась на коротком ходе поршня, такая конструкция требует частой чистки. Открытая газовая камера пулемётов ДП-27 и ДПМ была меньше подвержена засорению продуктами сгорания ленд-лизовских порохов. Американские пороха также имели отличную от отечественных кривую давления в стволе, что также не могло не сказаться на стабильности работы оружия с патронами, снаряжёнными различными сортами пороха без должной регулировки газоотводного узла. Кроме того, в условиях войны было неизбежно снижение качества изготовления винтовок. Конструкция винтовки не имела прочностного резерва, позволяющего компенсировать издержки производства военного времени.
Советские самозарядные винтовки отличались хорошей меткостью стрельбы, СВТ валового выпуска на дальностях до 600 м не уступала по кучности стрельбы карабину обр. 1938 г.. Снайперский вариант СВТ-40 из-за более пологого шага нарезов уступал по кучности и эффективной дальности стрельбы тяжёлой пулей снайперской винтовке Мосина образца 1891/30 гг.. Однако снайпер, вооружённый СВТ-40, получил возможность быстро произвести второй прицельный выстрел, чтобы добить цель, что несколько компенсировало низкую дальность стрельбы. Известный советский снайпер Людмила Михайловна Павличенко, личный счёт которой составил 309 уничтоженных гитлеровцев, предпочитала использовать снайперский вариант СВТ-40. К середине войны снайперская СВТ-40 была заменёна в производстве устаревшей и менее скорострельной, но более точной на больших дальностях стрельбы «трёхлинейкой» (даже более современная винтовка СВД уступает снайперской винтовке обр. 1891/30 гг. по кучности боя).
Решение изготавливать СВТ в автоматическом варианте (АВТ-40) окончательно подорвало авторитет винтовки. Ствольная коробка, не приспособленная к такой нагрузке, попросту деформировалась при стрельбе очередями. Очевидно, что в войсках злоупотребляли автоматическим режимом огня, который полагалось применять лишь в напряжённые моменты боя.
В итоге, опыт эксплуатации винтовок Токарева помог в разработке послевоенного индивидуального автоматического оружия, которое должно было быть очень простым и крайне неприхотливым (Автомат Калашникова).

## Страны-эксплуатанты
- СССР
- Финляндия — трофейные СВТ состояли на вооружении финской армии с 1939 по 1958 год.
- Нацистская Германия — трофейные СВТ в значительном количестве состояли на вооружении вермахта и отдельных «восточных» частей СС под наименованиями Selbstladegewehr 258(r) (СВТ-38), Selbstladegewehr 259(r) (СВТ-40/АВТ-40) и SiGewehr 259/2(r) (СКТ-40/АКТ-40). Наряду с другим трофейным оружием поставлялось в части фольксштурма.
- Чехословакия — 1-й отдельный Чехословацкий пехотный батальон под командованием Л. Свободы получил СВТ в январе 1942 года[49], в дальнейшем винтовки получили другие подразделения Чехословацкого армейского корпуса[50]
- Польша — некоторое количество СВТ поступило на вооружение частей Войска Польского. Также после войны частями почётного караула некоторое время использовались винтовки АВТ-40 (позже были заменены карабинами СКС).
- Украина — после провозглашения независимости Украины, в распоряжении министерства обороны Украины оказались склады мобилизационного резерва. 23 ноября 2005 года правительство Украины подписало соглашение с Агентством НАТО по материально-техническому обеспечению и снабжению (NAMSA), в соответствии с которым приняло на себя обязательства начать уничтожение избыточных запасов вооружения и боеприпасов в обмен на предоставление материально-финансовой помощи. По состоянию на 6 августа 2008 года, на хранении министерства обороны имелось 11 500 винтовок СВТ (10 тыс. исправных и 1500 предназначенных к утилизации)[51]; по состоянию на 15 августа 2011 года, на хранении министерства обороны оставалось 1000 шт. винтовок СВТ[52], однако 29 февраля 2012 года было утверждено решение о утилизации 180 винтовок СВТ[53], а в августе 2013 года — о списании еще одной винтовки СВТ-40[54].